# Paolo Castellini
Paolo Castellini (Brescia, 25 marzo 1979) è un procuratore sportivo ed ex calciatore italiano, di ruolo terzino.

## Carriera

### Club

#### L'esordio alla Cremonese
Viene ingaggiato da giovanissimo dalla Cremonese, che in pochi anni si ritrova dalla Serie A in Serie C1. Il declino della Cremonese gli permette allo stesso tempo di farsi vedere e di calcare i campi della Serie B, in cui debutta nel 1996 all'età di 17 anni. Gioca quattro stagioni alla Cremonese tra Serie B e Serie C1.

#### Il passaggio al Torino
Nella stagione 2000-2001 viene ingaggiato dal Torino in Serie B. Nella prima stagione in maglia granata gioca 23 partite ed ottiene promozione in Serie A. Debutta quindi la stagione successiva in Serie A il 26 agosto 2001 in Udinese-Torino (2-2). In Serie A colleziona 81 presenze ed una rete, vestendo per sei mesi anche la maglia del Brescia.

#### Il trasferimento al Betis
Nell'estate del 2004 accetta l'offerta del Betis Siviglia e si trasferisce in Spagna. Qui in due stagioni colleziona 13 presenze.

#### Il passaggio al Parma
Nell'estate del 2006 si ritrova svincolato e viene ingaggiato dal Parma che gli assicura un contratto di quattro anni. Nella stagione 2008-2009 segna il primo gol in gialloblu e supera quota 100 presenze con la maglia parmigiana.

#### In prestito alla Roma
Il 25 agosto 2010 passa alla Roma con la formula del prestito con diritto di riscatto. Esordisce in campionato l'11 settembre 2010 nella partita persa per 5-1 contro il Cagliari allo Stadio Sant'Elia, però uscendo dopo appena 13 minuti a causa di un infortunio muscolare.

#### Sampdoria
Il 24 giugno 2011 passa in prestito alla Sampdoria e nella gara col Livorno si frattura il setto nasale.
Il 9 luglio 2012 Paolo viene acquistato a titolo definitivo dalla Sampdoria nell'operazione che porta l'esterno francese Biabiany al Parma in comproprietà.

#### Il passaggio al Livorno
Il 22 gennaio 2014, dopo 31 presenze totali con la Samp, viene ceduto a titolo definitivo al Livorno.
Dopo la retrocessione del Livorno rimane svincolato.

#### I ritorni alla Cremonese e al Brescia
Il 5 dicembre 2014 si unisce alla Cremonese da svincolato, facendo il suo esordio 2 giorni dopo nella gara pareggiata 1-1 contro il Lumezzane. In tutto colleziona 23 presenze.
Il 18 agosto 2015 torna al Brescia a distanza di 11 anni firmando un contratto annuale; si stava allenando con le rondinelle già da un mese.

### Nazionale
Conta 22 convocazioni nelle Nazionali giovanili e 17 presenze: 8 presenze in Under-20 nel biennio 1999-2000 con la maglia della Cremonese e 9 in Under-21 nel biennio 2001-2002 con la maglia del Torino. Con l'Under-21 partecipa all'Europeo Under-21, arrivando sino alla semifinale persa con la Repubblica Ceca 2-3.

## Statistiche

### Presenze e reti nei club
| Stagione         | Squadra          | Campionato       | Campionato | Campionato | Coppe nazionali | Coppe nazionali | Coppe nazionali | Coppe continentali | Coppe continentali | Coppe continentali | Altre coppe | Altre coppe | Altre coppe | Totale | Totale |
| Stagione         | Squadra          | Comp             | Pres       | Reti       | Comp            | Pres            | Reti            | Comp               | Pres               | Reti               | Comp        | Pres        | Reti        | Pres   | Reti   |
| ---------------- | ---------------- | ---------------- | ---------- | ---------- | --------------- | --------------- | --------------- | ------------------ | ------------------ | ------------------ | ----------- | ----------- | ----------- | ------ | ------ |
| 1996-1997        | Cremonese        | B                | 2          | 0          | CI              | 0               | 0               | -                  | -                  | -                  | -           | -           | -           | 2      | 0      |
| 1997-1998        | Cremonese        | C1               | 6          | 0          | CI+CI-C         | 0               | 0               | -                  | -                  | -                  | -           | -           | -           | 6      | 0      |
| 1998-1999        | Cremonese        | B                | 22         | 0          | CI              | 2               | 0               | -                  | -                  | -                  | -           | -           | -           | 24     | 0      |
| 1999-2000        | Cremonese        | C1               | 34+2       | 2          | CI+CI-C         | 6+0             | 0               | -                  | -                  | -                  | -           | -           | -           | 42     | 2      |
| 2000-2001        | Torino           | B                | 33         | 0          | CI              | 0               | 0               | -                  | -                  | -                  | -           | -           | -           | 33     | 0      |
| 2001-2002        | Torino           | A                | 31         | 0          | CI              | 1               | 0               | -                  | -                  | -                  | -           | -           | -           | 32     | 0      |
| 2002-2003        | Torino           | A                | 34         | 1          | CI              | 0               | 0               | I                  | 4                  | 0                  | -           | -           | -           | 38     | 1      |
| 2003-gen. 2004   | Torino           | B                | 16         | 0          | CI              | 1               | 0               | -                  | -                  | -                  | -           | -           | -           | 17     | 0      |
| Totale Torino    | Totale Torino    | Totale Torino    | 114        | 1          |                 | 2               | 0               |                    | 4                  | 0                  |             | -           | -           | 120    | 1      |
| gen.-giu. 2004   | Brescia          | A                | 16         | 0          | CI              | -               | -               | I                  | 0                  | 0                  | -           | -           | -           | 16     | 0      |
| 2004-2005        | Betis            | PD               | 6          | 0          | CR              | 0               | 0               | -                  | -                  | -                  | -           | -           | -           | 6      | 0      |
| 2005-2006        | Betis            | PD               | 7          | 0          | CR              | 2               | 0               | UCL+CU             | 2+0                | 0                  | SS          | 1           | 0           | 12     | 0      |
| Totale Betis     | Totale Betis     | Totale Betis     | 13         | 0          |                 | 2               | 0               |                    | 2                  | 0                  |             | 1           | 0           | 18     | 0      |
| 2006-2007        | Parma            | A                | 33         | 0          | CI              | 1               | 0               | CU                 | 3                  | 0                  | -           | -           | -           | 37     | 0      |
| 2007-2008        | Parma            | A                | 34         | 0          | CI              | 1               | 1               | -                  | -                  | -                  | -           | -           | -           | 35     | 1      |
| 2008-2009        | Parma            | B                | 41         | 1          | CI              | 2               | 0               | -                  | -                  | -                  | -           | -           | -           | 43     | 1      |
| 2009-2010        | Parma            | A                | 28         | 0          | CI              | 1               | 0               | -                  | -                  | -                  | -           | -           | -           | 29     | 0      |
| Totale Parma     | Totale Parma     | Totale Parma     | 136        | 1          |                 | 5               | 1               |                    | 3                  | 0                  |             | -           | -           | 144    | 2      |
| 2010-2011        | Roma             | A                | 7          | 0          | CI              | 0               | 0               | UCL                | 4                  | 0                  | SI          | -           | -           | 11     | 0      |
| 2011-2012        | Sampdoria        | B                | 20         | 0          | CI              | 1               | 0               | -                  | -                  | -                  | -           | -           | -           | 21     | 0      |
| 2012-2013        | Sampdoria        | A                | 7          | 0          | CI              | 1               | 0               | -                  | -                  | -                  | -           | -           | -           | 8      | 0      |
| 2013-gen. 2014   | Sampdoria        | A                | 1          | 0          | CI              | 2               | 0               | -                  | -                  | -                  | -           | -           | -           | 3      | 0      |
| Totale Sampdoria | Totale Sampdoria | Totale Sampdoria | 28         | 0          |                 | 4               | 0               |                    | -                  | -                  |             | -           | -           | 32     | 0      |
| gen.-giu. 2014   | Livorno          | A                | 15         | 0          | CI              | -               | -               | -                  | -                  | -                  | -           | -           | -           | 15     | 0      |
| dic. 2014-2015   | Cremonese        | LP               | 23         | 0          | CI+CI-LP        | -               | -               | -                  | -                  | -                  | -           | -           | -           | 23     | 0      |
| Totale Cremonese | Totale Cremonese | Totale Cremonese | 87+2       | 2          |                 | 8               | 0               |                    | -                  | -                  |             | -           | -           | 97     | 2      |
| 2015-2016        | Brescia          | B                | 20         | 0          | CI              | 0               | 0               | -                  | -                  | -                  | -           | -           | -           | 20     | 0      |
| Totale Brescia   | Totale Brescia   | Totale Brescia   | 36         | 0          |                 | -               | -               |                    | -                  | -                  |             | -           | -           | 36     | 0      |
| Totale carriera  | Totale carriera  | Totale carriera  | 436+2      | 4          |                 | 21              | 1               |                    | 13                 | 0                  |             | 1           | 0           | 473    | 5      |

## Palmarès

### Club

#### Competizioni nazionali
- Coppa di Spagna: 1

Betis Siviglia: 2004-2005